# Набережна Рошен

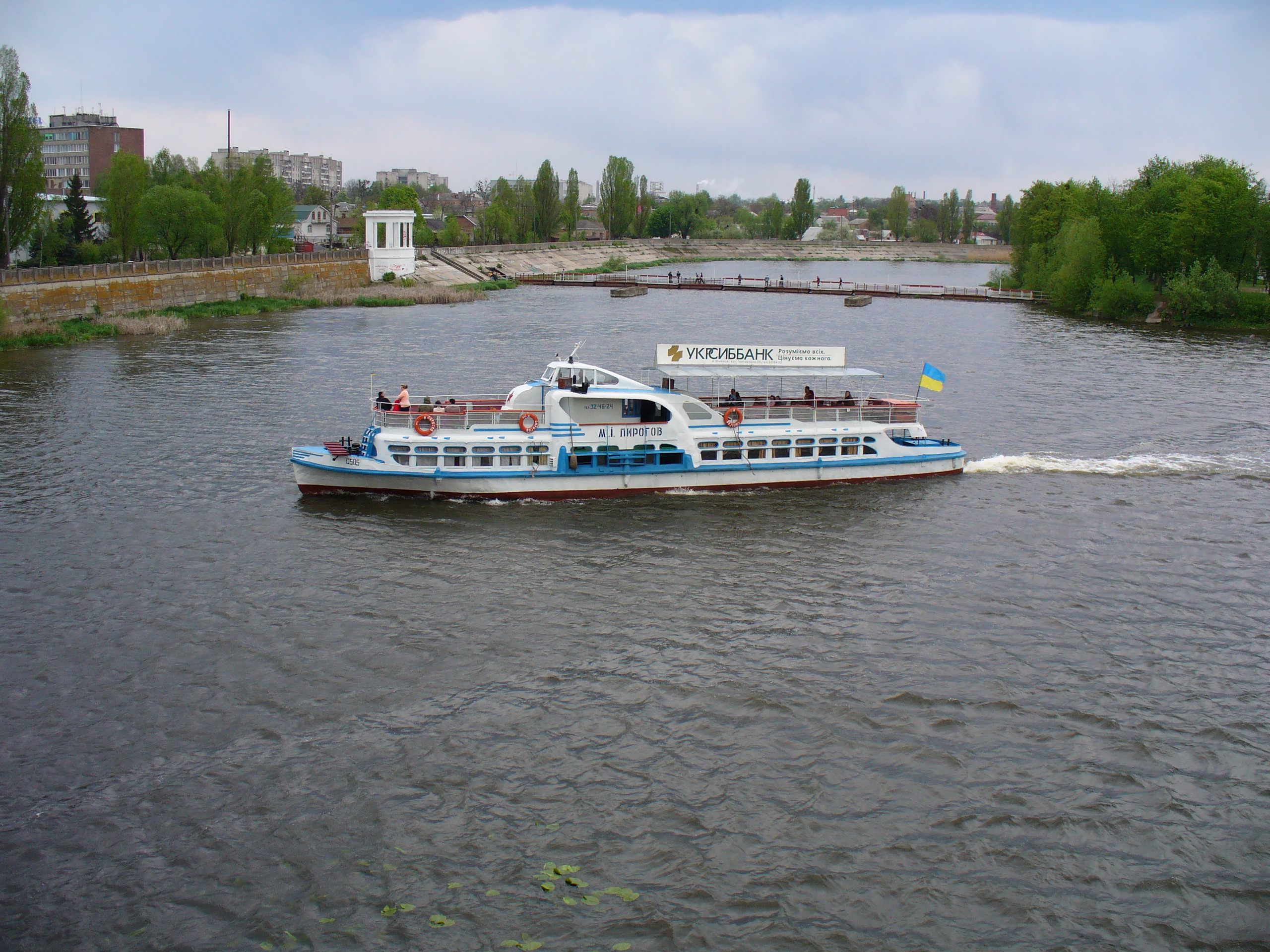
Набережна до реконструкції

Фонтан Roshen

Набережна Рошен — набережна у місті Вінниця по лівому березі річки Південний Буг напроти острова Кемпа, на південь від Центрального мосту. Навпроти набережної на річці Південний Буг розташований найбільший в Європі світломузичний фонтан.
Набережна носить ім'я кондитерської компанії Roshen, фабрика якої розташована на березі. Офіційно назву дано 19 серпня 2011 року депутатами Вінницької міської ради. За це рішення проголосували 38 з 42 депутатів, присутніх на сесії міської ради. Урочисте відкриття набережної і фонтану відбулося 4 вересня 2011 року.
Дамба, що захищає низький лівий берег міста, була зведена після повені 1956 року. У 2010 році відтинок дамби довжиною 700 метрів від Центрального мосту до фабрики «Рошен» був повністю перебудований. Облаштування набережної і спорудження фонтану стало значним соціально-культурним проектом, який було повністю реалізовано за рахунок інвестицій Фонду Петра Порошенка, який взяв на себе усі витрати з реконструкції набережної довжиною 700 м, встановив нову мережу освітлення та здійснює облаштування прилеглої території площею 16,5 тисяч м². Загальна вартість проекту набережної Рошен і Фонтана перевищує 70 млн грн.
Під час реконструкції набережної було проведено розширення нижнього та верхнього променадів з 15845 до 16493 кв. м. Проведено розчищення русел річок Вінничка та Південний Буг, а також аванкамери насосної станції. На території ділянок двох скверів влаштовано пішохідні доріжки, встановлено дитячий майданчик з спеціальним антитравмовим покриттям. Для забезпечення зручних зв'язків між прогулянковою алеєю та територією, розташованої нижче рівня верхнього променаду влаштовано різноманітні типи сходинкових маршів, а також пандуси для осіб з обмеженими фізичними можливостями.
Після реалізації проекту відбулася стабілізація берегової лінії, відновлення та розширення акваторії. Відновлення нижнього променаду надало можливість поліпшення умов відпочинку біля води. Фонтан розташований в руслі річки Південний Буг й має довжину 140 метрів і висоту струменя до 60 м. Встановлення світломузичного фонтану, з можливістю відео проектування, найбільшого в Європі, надає можливість отримати незабутні емоційні враження від світло-відео-музичних шоу.
У 2012 році фонд Петра Порошенка й кондитерська корпорація ROSHEN вклали в набережну й фонтан додатково 6,5 мільйонів гривень. За ці кошти була проведена модернізація фонтану, яка містила в собі встановлення трьох додаткових лазерних систем, які дозволяють значно збільшити кількість спецефектів, таким чином розширити репертуар і зробити програму вінницького фонтану різноманітнішою. Були прокладені додаткові кабельні системи; встановлено акустичні системи й допоміжні системи звуку, що посилює якість і сприйняття самої шоу-програми фонтану. Також було продовжено роботу з реконструкції набережної Рошен. Придбано й встановлено нову систему зрошення газонів, проведено благоустрій набережної та майже завершено її озеленення.

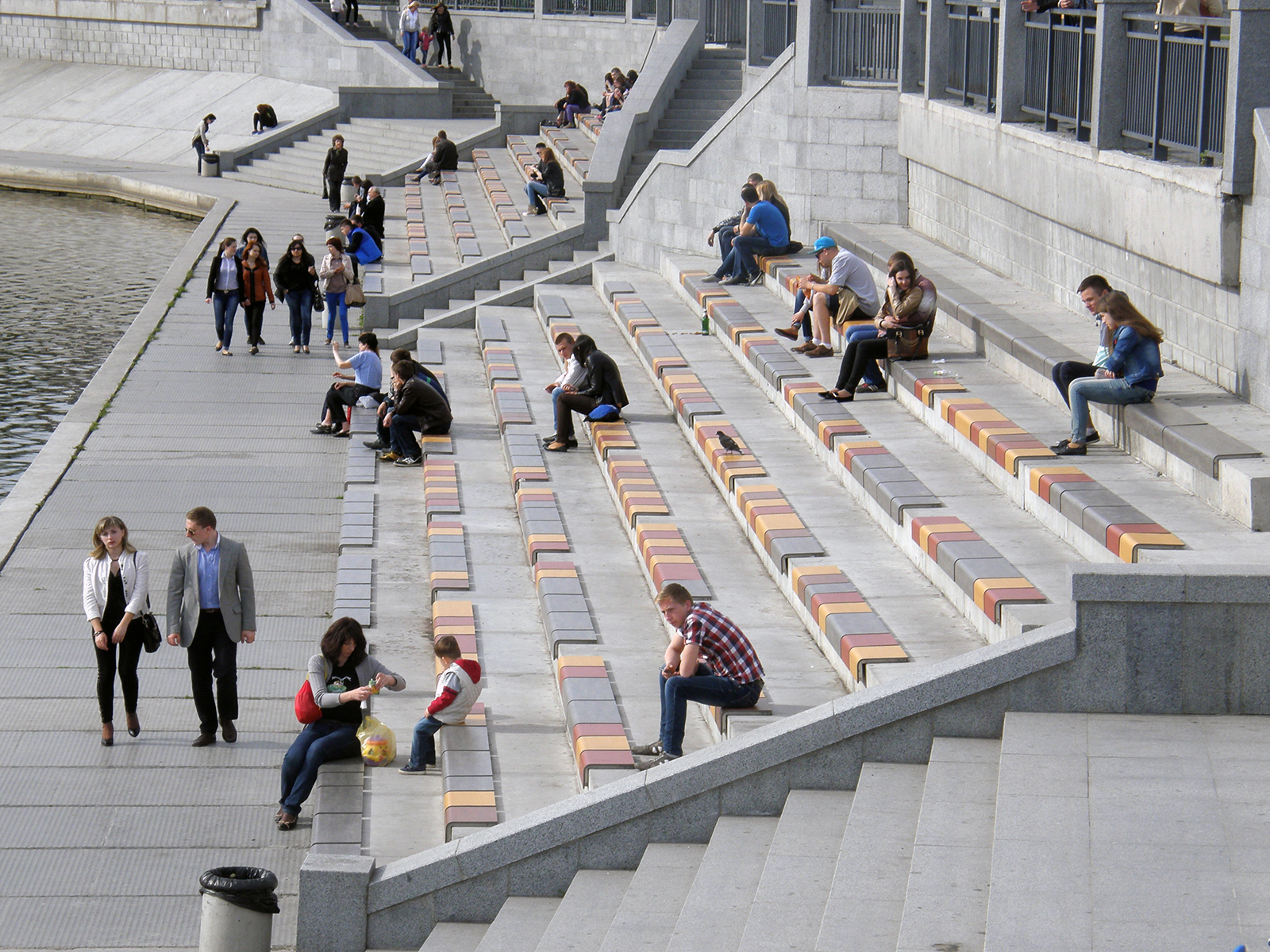
трибуни

## Відзнаки
У 2012 році до Дня будівельника проведено всеукраїнський конкурс на найкращі будинки і споруди, збудовані та прийняті в експлуатацію протягом 2011 року. За підсумками конкурсу набережна Рошен та світломузичний річковий фонтан Рошен у Вінниці стали переможцями у номінації «інженерні споруди та об'єкти транспортної інфраструктури». Під час розгляду робіт до уваги брались вартісні показники, актуальність, якість виконання, архітектурна виразність, технологічні новинки, актуальність та соціальне значення для регіону.